# Пиментел
Пимѐнтел (на италиански: Pimentel; на сардински: Pramantèllu, Прамантелу) е село и община в Южна Италия, провинция Южна Сардиния, автономен регион и остров Сардиния. Разположено е на 154 m надморска височина. Населението на общината е 1201 души (към 2010 г.).